# 後本萌葉
後本 萌葉（のちもと もえは、2002年8月17日 -）は、日本の声優、歌手。東京都出身。Apollo Bay所属。

## 人物
- 趣味は絵をかくこと[2]。特技は合気道（初段）[2]
- カエルが好きで過去には7匹飼っていた
- 蛙のぬいぐるみを沢山持っておりそれぞれ名前がついている。

## 経歴
中学1年生の時に、色々な作品を観るようになったが、そこでテレビアニメ『暗殺教室』を「面白そうだ」と思い観ていた。その時に声優の演技に圧倒されて、どんどん「声優になりたい」という気持ちがわいてきた。それまではただのアニメオタクだったが、その後は声優を目指すようになったという。『暗殺教室』で一番印象に残っている声優は殺せんせー役の福山潤を挙げている。
2017年、声優アーティストオーディション「ANISONG STARS」審査員特別賞受賞。
2018年10月、声優アーティストを目指す「ボイたまプロジェクト」の結成メンバー8名のうちの一人に選ばれ、2019年よりネット配信番組などでの活動を開始。
2020年4月1日、後本を含む「ボイたまプロジェクト」メンバー6名全員がアミューズから子会社・ライブビューイング・ジャパンのApollo Bay / AMUSE GROUPに移籍。
2022年、『映画 デリシャスパーティ♡プリキュア 夢みる♡お子さまランチ!』の主題歌『ようこそ、お子さま♡ドリーミア』のボーカルを担当。プリキュアシリーズの主題歌を初めて担当する。
2024年の『わんだふるぷりきゅあ!』では、初めてエンディングテーマ『FUN☆FUN☆わんだふるDAYS!』（石井あみとのデュエット）のボーカルを担当し、プリキュアシンガーとして活動を続けている。
2025年から、ぷちきゅあ公式チャンネルのアニメ『ぷちきゅあ〜Precure Fairies〜』の主題歌『♥DANZEN！kawaii！ ぷちきゅあ♥』のボーカルを担当している。
声優としては、2021年に『プラチナエンド』（生流怜愛役）でデビュー。2024年に『恋は双子で割り切れない』の神宮寺琉実役に抜擢され、エンディングテーマ『ハニーシトロン』（内田真礼とのデュエット）も担当する。

## 出演

### テレビアニメ
2021年
- プラチナエンド（生流怜愛）

2022年
- 惑星のさみだれ（月代雪待）

2023年
- 六道の悪女たち（竜宮メンバー4、竜宮メンバー2）
- SHY（子供）
- ミギとダリ（女生徒B）

2024年
- ささやくように恋を唄う（女生徒）
- 恋は双子で割り切れない（神宮寺琉実）

### 吹き替え
- THE FLASH/フラッシュ ＜エイト・シーズン＞（2022年、ロージー 他）

### ラジオ
※はインターネット配信。
- 後本萌葉・内田真礼のふたきれラジオ（2024年7月 - 10月、音泉※）[7]

### テレビドラマ
- 墜落JKと廃人教師 第２話（2023年4月14日 、毎日放送） - 千佳 役[8]

### CM
- 三菱UFJ信託銀行Dprimeアプリ[9]（2023年）

## ライブ・イベント

### 舞台
| 出演日               | タイトル                                                        | 会場                                             | 役                                                       |
| -------------------- | --------------------------------------------------------------- | ------------------------------------------------ | -------------------------------------------------------- |
| 2019年3月27日        | ボイたまプロジェクト朗読劇vol.1 『white Swan』                  | 恵比寿天窓.switch(旧 YEBISU ∞ switch)            | ちひろ役                                                 |
| 2019年11月2日        | ボイたまプロジェクト朗読劇vol.2「white Swan +」                 | アミューズカフェシアター                         | 1日目19:30さやか役 2日目13:30ちひろ役 2日目17:30さやか役 |
| 2019年11月3日        | ボイたまプロジェクト朗読劇vol.2「white Swan +」                 | アミューズカフェシアター                         | 1日目19:30さやか役 2日目13:30ちひろ役 2日目17:30さやか役 |
| 2022年1月9日         | 即興コントステージ～新春初公演～ 第一部                         | ブルースクエア四谷(旧 四谷3丁目ドリームシアター) |                                                          |
| 2023年1月9日         | 即興コントステージ～新春初公演～ 第二部                         | ブルースクエア四谷(旧 四谷3丁目ドリームシアター) |                                                          |
| 2022年12月21日-25日  | 劇団ウルトラマンション 第19回 劇団公演 『やさしさよ割れるほど』 | コフレリオ新宿シアター                           | イト 役                                                  |
| 2023年7月23日-30日   | 第10回 本公演 『歌唱戦隊ライブレンジャー6th』                   | 武蔵野芸能劇場                                   | 白馬奏/ソングホワイト 役                                 |
| 2024年3月13日 - 17日 | 劇団ココア 『魔女エステリーゼの事件簿 ー花嫁と悪魔編ー』        | 劇場MOMO                                         | モニカ 役                                                |
| 2024年5月2日-6日     | 第21回 東出有貴プロデュース公演 『THE GOEMON〜episode 0〜』     | ウエストエンドスタジオ                           | 神谷薫 役                                                |
| 2024年5月2日-6日     | 第21回 東出有貴プロデュース公演 『シの輪舞曲（ロンド）』        | ウエストエンドスタジオ                           | 木口絵里 役                                              |
| 2024年6月15日-16日   | 麗和落語〜二〇二四 夏の陣〜                                     | 武蔵野芸能劇場                                   | ・かくかくしかじか ・爪紅                                |
| 2024年8月15日        | 人形町エンタ祭り2024夏朗読劇                                    | 日本橋社会教育会館                               | ・おいてけ堀 絹 役 ・人形町のおきみ 西川綾 役            |
| 2025年3月15日        | 若女トーク 『トイレの花子さんたちSP』 トーク106                 | NAKED LOFT YOKOHAMA                              |                                                          |
| 2025年4月2日、6日    | 『トイレの花子さんたち』                                        | 新宿シアターブラッツ                             | カノン 役                                                |
| 2025年6月21日        | 月を跨ぐVOL.15 月シア2月合同イベント                            | APOCシアター                                     | １部12:00 ２部16:00                                      |
| 2025年6月27日-30日   | 『恋じゃなくても』                                              | APOCシアター                                     | 浜名天 役                                                |
| 2025年7月26日        | 月を跨ぐVOL.16 月シア2月合同イベント                            | APOCシアター                                     | １部12:00 ２部16:00                                      |
| 2025年8月30日        | 桜彩朗読劇1st 『MasQuerade』                                    | IDOL STAGE SHINJUKU                              | 梟面こま 役                                              |
| 2025年11月6日-10日   | 皇帝ロックホッパー 5th stage performance 『やり遺したこと』     | 上野ストアハウス                                 |                                                          |

## ディスコグラフィ

### キャラクターソング
| 発売日        | 商品名                                                | 歌                                             | 楽曲                                                    | 備考                                                     |
| ------------- | ----------------------------------------------------- | ---------------------------------------------- | ------------------------------------------------------- | -------------------------------------------------------- |
| 2024年9月25日 | TVアニメ『恋は双子で割り切れない』音楽集「J(un)-pod」 | 神宮寺琉実（後本萌葉）、神宮寺那織（内田真礼） | 「ハニーシトロン」 「ハニーシトロン -Strings Arrange-」 | テレビアニメ『恋は双子で割り切れない』エンディングテーマ |

### 歌手参加作品
| 発売日   | 商品名 | 歌 | 楽曲 | 備考                                                                                              |
| 2018年   | 2018年 | 2018年 | 2018年 | 2018年                                                                                            |
| -------- | --- | --- | --- | ------------------------------------------------------------------------------------------------- |
| 6月20日  | おしりたんてい 主題歌ミニアルバム                                                                                 | おしりたんてい こどもコーラス | 「ププッとフムッとかいけつダンス～こどもコーラスバージョン〜」                                                                 | テレビアニメ『おしりたんてい』関連曲                                                              |
| 2022年   | | | |                                                                                                   |
| 9月21日  | 映画 デリシャスパーティ♡プリキュア 夢みる♡お子さまランチ! 主題歌シングル                                          | 後本萌葉 | 「ようこそ、お子さま♡ドリーミア」                                                                                              | 劇場アニメ『映画 デリシャスパーティ♡プリキュア 夢みる♡お子さまランチ!』主題歌                     |
| 2023年   | | | |                                                                                                   |
| 11月29日 | プリキュア ボーカルベストBOX 2018-2023                                                                            | 池田彩、石井あみ、礒部花凜、うちやえゆか、北川理恵、工藤真由、黒沢ともよ、五條真由美、駒形友梨、佐々木李子、林ももこ、仲谷明香、後本萌葉、Machico、宮本佳那子、茂家瑞季、吉田仁美、吉武千颯 | 「DANZEN!ふたりはプリキュア 〜20th Anniversary〜 Precure Singers Edition」                                                     | プリキュアシリーズ関連曲                                                                          |
| 11月29日 | プリキュア ボーカルベストBOX 2018-2023                                                                            | 池田彩、石井あみ、礒部花凜、うちやえゆか、北川理恵、工藤真由、黒沢ともよ、五條真由美、駒形友梨、佐々木李子、林ももこ、仲谷明香、後本萌葉、Machico、宮本佳那子、茂家瑞季、吉田仁美、吉武千颯 | 「シェアして！プリキュア 〜20th Anniversary〜 Precure Singers Edition」                                                        | プリキュアシリーズ関連曲                                                                          |
| 2024年   | | | |                                                                                                   |
| 3月27日  | わんだふるぷりきゅあ！evolution!!/FUN☆FUN☆わんだふるDAYS!                                                         | 石井あみ、後本萌葉 | 「FUN☆FUN☆わんだふるDAYS!」 | テレビアニメ『わんだふるぷりきゅあ!』前期エンディングテーマ                                       |
| 5月29日  | 『わんだふるぷりきゅあ!』オリジナル・サウンドトラック1                                                            | 石井あみ、後本萌葉 | 「FUN☆FUN☆わんだふるDAYS!(TVサイズ)」                                                                                          | テレビアニメ『わんだふるぷりきゅあ!』関連曲                                                       |
| 7月24日  | 『わんだふるぷりきゅあ!』ボーカルアルバム ～We are わんだふる!!!!～                                               | 後本萌葉 | 「ASOBO♪OSANPO」 「わんだフル・わんデイ～Remix for Moeha Nochimoto Ver.～」                                                    | テレビアニメ『わんだふるぷりきゅあ!』関連曲                                                       |
| 7月24日  | 『わんだふるぷりきゅあ!』ボーカルアルバム ～We are わんだふる!!!!～                                               | 石井あみ、後本萌葉 | 「FUN☆FUN☆わんだふるDAYS!(TVサイズ)」                                                                                          | テレビアニメ『わんだふるぷりきゅあ!』関連曲                                                       |
| 7月24日  | 『わんだふるぷりきゅあ!』ボーカルアルバム ～We are わんだふる!!!!～                                               | 石井あみ、後本萌葉、吉武千颯 | 「わんだフル・わんデイ」 | テレビアニメ『わんだふるぷりきゅあ!』関連曲                                                       |
| 8月21日  | しあわせえぼりゅ～しょん♡/わんだふるぷりきゅあ!evolution!! with Wonderful Precure!                                | 石井あみ、後本萌葉 | 「しあわせえぼりゅ～しょん♡ 〜こむぎ＆いろはVer.〜」「しあわせえぼりゅ～しょん♡ 〜ユキ＆まゆVer.〜」                           | テレビアニメ『わんだふるぷりきゅあ!』後期エンディングテーマ                                       |
| 9月11日  | 『わんだふるぷりきゅあ!ざ・むーびー! ドキドキ♡ゲームの世界で大冒険!』主題歌シングル＆オリジナル・サウンドトラック | 後本萌葉、吉武千颯 | 「Happy≒Future」 | 劇場アニメ『わんだふるぷりきゅあ!ざ・むーびー! ドキドキ♡ゲームの世界で大冒険!』エンディング主題歌 |
| 12月11日 | 『わんだふるぷりきゅあ！』オリジナル・サウンドトラック２                                                          | 石井あみ、後本萌葉 | 「しあわせえぼりゅ～しょん♡ ～こむぎ&いろはVer.～（TVサイズ）」「しあわせえぼりゅ～しょん♡ ～ユキ&まゆVer.～（TVサイズ）」     | テレビアニメ『わんだふるぷりきゅあ!』後期エンディングテーマ                                       |
| 2025年   | | | |                                                                                                   |
| 1月29日  | 『わんだふるぷりきゅあ！』 ボーカルベスト～世界はONEであふれてる～                                                | 後本萌葉 | 「ASOBO♪OSANPO」 | テレビアニメ『わんだふるぷりきゅあ!』関連曲                                                       |
| 1月29日  | 『わんだふるぷりきゅあ！』 ボーカルベスト～世界はONEであふれてる～                                                | 石井あみ、後本萌葉 | 「FUN☆FUN☆わんだふるDAYS！」「しあわせえぼりゅ～しょん♡ 〜こむぎ＆いろはVer.〜「しあわせえぼりゅ～しょん♡ 〜ユキ＆まゆVer.〜」 | テレビアニメ『わんだふるぷりきゅあ!』関連曲                                                       |
| 1月29日  | 『わんだふるぷりきゅあ！』 ボーカルベスト～世界はONEであふれてる～                                                | 石井あみ、後本萌葉、吉武千颯 | 「わんだフル・わんデイ」「世界はONEであふれてる」                                                                              | テレビアニメ『わんだふるぷりきゅあ!』関連曲                                                       |
| 10月29日 | 『ぷちきゅあ～Precure Fairies～』テーマソングアルバム                                                             | 後本萌葉 | 「♥DANZEN！kawaii！ ぷちきゅあ♥」                                                                                              | 『ぷちきゅあ～Precure Fairies～』主題歌                                                           |

## 書籍

### 2022年
- アニメージュ 10月号 (2022年9月9日発売)
- アニメディア 10月号 (2022年9月9日発売)

### 2023年
- アニメージュ 1月号増刊 (2022年11月21日発売)

- My Girl vol.36 (カドカワエンタメムック) 裏表紙&20ページ特集（KADOKAWA、2023年1月10日発売、ISBN 978-4-77-831800-0）

### 2024年
- アニメージュ 5月号 (2024年4月10日発売)
- アニメディア 5月号 (2024年4月10日発売)
- アニメージュ 8月号 (2024年7月10日発売)
- アニメディア 9月号 (2024年8月8日発売)
- ニュータイプ 9月号 (2024年8月10日発売)
- 月間スカパー 8月号 (2024年8月24日発売)
- メガミマガジン 10月号(2024年8月30日発売)
- アニメージュ 11月号 (2024年10月10日発売)
- アニメディア 11月号 (2024年10月10日発売)

### 2025年
- ドラゴンエイジ 3月号増刊ヤングドラゴンエイジ VOL.27 巻末グラビア16ページ (2025年2月26日発売)

### ユニットメンバー
1. ↑  田口乙葉、後本萌葉、黒嵜菜々子、三浦瑚都、小泉柚奈、只野維織、山本幸輝、佐久間玲駈